# Anyag (fizika)
Az anyag a testeket alkotó valóság, aminek számtalan megjelenési formája lehet. Ez építi fel a megfigyelhető Világegyetemet. A természettudományos kutatások tárgya. A fizikai anyagfogalom szoros összefüggésben áll, de nem azonos a filozófiai anyagfogalommal.

## Etimológiája
Nyelvújítási származékszó: az anya főnévből alkották „g” képzővel, mely utóbbit az agyag szó mintájára alkották. Az új szó mintájául a latin matéria (anyag) és mater (anya) szavak szolgáltak.

## Köznyelvi jelentései
A fizikai, illetve a filozófiai értelemben alkalmazott anyagfogalmon túl a hétköznapi nyelvhasználatban számos más összefüggésben is használatos az anyag szó:
- Meghatározott tulajdonságokkal rendelkező szubsztancia: gyúlékony anyag
- Szubsztancia, amiből a dolog áll: valamely tárgy anyaga; egy regény irodalmi anyaga
- Ruhaanyag, textil
- Szellemi alkotás, tevékenység, tudás tárgya: elmélyül az anyagban
- Gyűjtemény tárgyainak összessége: a múzeum anyaga
- Tananyag
- Joganyag

## Az anyag építőkövei
A fizikában anyag minden, ami elemi fermionokból áll. Az anyagnak térbeli kiterjedése és tömege van. Az anyag főleg atomokból, azok pedig elektronokból, neutronokból és protonokból épülnek fel. A mértékbozonokat – amelyek egyike a foton és amik az alapvető kölcsönhatásokat közvetítik – nem tekintjük anyagnak, bár van energiájuk, sőt némelyiküknek még tömegük is.
Az anyag így kvarkokból és leptonokból (például az elektron) áll. A kvarkok hadronokat (pl.a nukleonok, azaz a proton és a neutron) alkotnak az erős kölcsönhatás összetartó ereje által. A nukleonok – szintén az erős kölcsönhatás által – atommagokká állnak össze. Az atommagok és az elektronok az elektromágneses kölcsönhatás kötött állapotaiként alkotják az atomokat, a kémiai elemek legkisebb, még az illető elem tulajdonságait viselő darabját. Az egyes kémiai elemeket az atommagjukban levő protonok száma különbözteti meg egymástól. Egy-egy elem különböző számú neutront is tartalmazhat az atommagjában, ezeket az illető elem izotópjainak hívjuk. Az elektronok száma az elem atomjában megegyezik az az atommagban levő protonokéval és így a teljes elektromos töltés nulla. Ha az elektronok száma több vagy kevesebb, akkor az illető elem ionjával van dolgunk. Az atomok és ionok az elektromágneses kölcsönhatás következtében molekulákat alkotnak, ezek adják a makroszkopikusan megfigyelhető anyag változékonyságát.

## Az anyag megjelenési formái
A legszembetűnőbb különbség az egyes anyagok megjelenési formái között a halmazállapotuk. A legtöbb anyag lehet szilárd, folyadék vagy gáz halmazállapotú. A halmazállapoton belüli változatok esetén fázisállapotokról beszélünk, például egy szilárd anyag lehet amorf vagy kristályos többek között. További fázisállapotok a hőmérséklet és nyomás függvényében a teljesség igénye nélkül a szuperfolyékony és a plazmaállapot, ill. a neutronanyag, a hadronanyag, a kvarkanyag stb.
Az anyagoknak lehet határozott az összetételük, például ha egyféle molekulából épülnek fel, vagy egy jól definiált kristályt alkotnak. De lehetnek keverékek is, mint például az ötvözetek, vagy lehetnek teljesen heterogén, változó összetételűek is, mint sok kőzet, például a gránit.

## Antianyag
Az anyagot képező elemi részecskéknek léteznek anti–párjaik, ilyen például az elektron – pozitron, neutron – antineutron. A antianyag létezését először Paul Dirac, Nobel-díjas brit fizikus jósolta meg–az általa felírt -- relativisztikus Schrödinger-egyenlet segítségével. Egy részecske egyesülése a párjával annihilációhoz vezet, ami során a két részecske elektromágneses sugárzássá alakul, az E=mc² képlet szerint. Az antiprotonból, antineutronból és pozitronból ugyanúgy felépíthető „anyag” mint az eredetiből, ezt nevezzük antianyagnak.

## Az anyag makroszkopikus szerkezete
Minden anyagot - legyen az gáz, folyadék, szilárd, élőt vagy élettelent felépítő - nagyon apró részecskék, atomok építenek fel. Az atomok a legkisebb kémiai részecskék. Méretük és tömegük olyan parányi, hogy közvetlenül nem is tanulmányozhatók. Az anyagok közül a nemesgázok atomjai fordulnak elő önállóan, a többi anyag atomjai kémiai kötésekkel molekulákká vagy kristályrácsokká (lásd kristályszerkezet) kapcsolódnak össze.

### Atomok
Az atomok a legkisebb kémiai részecskék. Egymástól méretükben és tömegükben különböznek. Legegyszerűbben egymáshoz viszonyítva arányos méretű színes gömbökkel modellezik őket. A valóságban az atomoknak nincs színük, a modellek színe megállapodás eredménye.

### Lefényképezett atom
Az atomokat legelőször E. W. Muellernek sikerült lefényképeznie 1956-ban egy különleges elektronmikroszkóp segítségével. Azóta már egy másik típusú elektronmikroszkóppal (pásztázó alagútmikroszkóp) az atomírás is lehetővé vált (1990).

### Molekulák
A molekulák meghatározott minőségű és számú atom összekapcsolódásával kialakuló kémiai részecskék. A molekulában az atomokat kémiai kötőerők kapcsolják össze. A kémiai kötőerők az anyagok részecskéi között ható erősebb vagy gyengébb vonzó kölcsönhatások. Ezek tartják együtt a molekulában az atomokat, de kialakulhatnak molekulák között is. A vízmolekulában két hidrogénatom egy oxigénatommal, a szén-dioxid molekulában a szénatom két oxigénatommal kapcsolódik össze. A kénmolekulában nyolc kénatom alkot egy gyűrűt.

### Kristályrácsok
Egyes szilárd anyagokban az atomok nem alkotnak meghatározott összetételű molekulákat, hanem óriási számban összekapcsolódva szabályos térbeli elrendeződést, kristályszerkezetet (kristályrácsot) képeznek. A gyémántban például sok milliárd szénatom kapcsolódik össze kémiai kötésekkel. Más karakterű kristályos anyag a kvarc, amelyben nagyszámú szilíciumatom az oxigénatomokon keresztül kapcsolódik egymáshoz.

### Blokkmozaikok és krisztallitok
A kristályrácsok fölött következő anyagszerkezeti hierarchiaszint a blokkmozaikoké, majd azokból összeálló krisztallitoké. Különösen a fémes anyagok esetében fontos ez a két hierarchiaszint, mert jól vizsgálhatók maratott felületen.

### Szövetszerkezeti szint
A kristályok társulása (a kőzettanban az ásványok társulása) újabb anyagszerkezeti hierarchia szintet (anyagszerveződési szintet) határoz meg. Ez a szövetszerkezeti szint. Ezen a szinten találjuk a kőzeteken kívül a fémeket is.

## Korai elképzelések az anyagok fizikai felépítéséről
A tudósok minden korban keresték a választ arra, hogyan épülnek fel az anyagok, és miért alakulnak át más anyagokká? Számunkra ezek az ismeretek már nagyon egyszerűnek tűnnek, és nem is gondolnánk, hogy  az ókor és a középkor tudósai számára mennyi fejtörést okoztak.
Már az i. e. 5. században egyes görög filozófusok feltételezték, hogy az anyagok igen apró, eltérő alakú és tömegű részecskék építik fel. Mivel ezeket az anyag legkisebb, tovább már nem bontható egységeinek tekintették, a görög atomosz = oszthatatlan kifejezés alapján atomoknak nevezték el. Az atomelmélet legfőbb képviselője Démokritosz (i. e. 460–370) volt. Elmélete szerint a kellemes érzést okozó anyagok atomjai gömbölyűek, lekerekítettek, a csípős, maró anyagok atomjai szögletesek, élesek, a nehezen önthetőké (például méz) hosszúkásak, egymásba akadók.
Arisztotelész (i. e. 384–322), aki korának legnagyobb szaktekintélye volt, nem értett egyet Démokritosz atomelméletével. Véleménye szerint minden anyag négy őselem különböző arányú keveréke. Az őselemek meghatározott tulajdonságokkal rendelkeznek, ezek együttesen jellemzőek az adott őselemre. Arisztotelész őselemtana több mint 2000 éven át elfogadott volt.
John Dalton (1766–1844) angol természettudós a 19. század elején felelevenítette az atomelméletet. Véleménye szerint: "Minden test a rendkívül parányi részek óriási számából áll, amelyeket a körülmények szerint erősebb vagy gyengébb vonzóerő tart össze." Dalton az atomokat méretükben és tömegükben eltérő, tovább már nem osztható parányi gömböknek képzelte.